# Notoseris formosana
Notoseris formosana là một loài thực vật có hoa trong họ Cúc. Loài này được (Kitam.) C.Shih mô tả khoa học đầu tiên năm 1987.